# イルヤス・ゼイトゥラエフ
イルヤス・ゼイトゥラエフ (ラテン文字: Ilyas Zeytulaev、ウズベク語: Ilyos Zeytulaev / Илёс Зейтулаев、ロシア語: Ильяс Зейтуллаев、1984年8月13日- ) はウズベキスタン・タシュケント州アングレン出身の元プロサッカー選手である。
ゼイトゥラエフは選手キャリアのほとんどをイタリアのセリエBとレガ・プロ・プリマ・ディヴィジオーネ (旧名:セリエC1) で過ごしている。彼の名前の「イルヤス」の綴りはIlyosだが、Ilyasと綴られることもある。(名前は旧約聖書の預言者イルヤースに由来) また、ゼイトゥラエフ (Zeytulaev) はゼイトゥライェフ (Zeytulayev) と表記されることもある。

## 概要
ゼイトゥラエフはセルヒー・コヴァレンコやヴィクトル・ブダャンスキーとともに、プロサッカー選手としてのキャリアをユヴェントスのユースチームで開始した。彼は2001年8月10日に5年契約を結んだ。彼はスポルトアカデムクルブ・モスクワへのローン移籍の後2002年2月にコヴァレンコとともに13歳に加入したユヴェントスでプレーすることとなった。ユヴェントスは400,000USドル (45,4000ユーロ) でコヴァレンコとゼイトゥラエフの肖像使用権を獲得した。コッパ・イタリア2001-02では、ゼイトゥラエフはサンプドリア戦の2試合に出場している。

### レッジーナとその後のローン移籍
6月にヴィクトル・ブダャンスキーとともにU20チームを卒業したが、彼らはユヴェントスFCの一員となることはできなかった。まず、FIGCはユース選手の契約は最大3年であるとし、残り2年の契約は無効であると発表した。加えて、当時は非EU圏の選手は契約延長が不可能であった。従って、彼らはチームから放出されることとなった。しかし、この点に関して控訴を行い、外国人はその年齢にかかわらずプロ契約できると述べたが、FIGCの規約ではユース選手は国内選手のみ18歳以上の年齢において3年以上の契約ができるようにしていた。彼ら二人は2005年1月にレッジーナとの共同保有という形で1000ユーロで移籍することとなった。彼は2005年3月19日にセリエAにおいて初めてプレーし、古巣の対ユヴェントスFC戦において75分にマルコ・ボリエッロに代わって出場した。この試合は0-1の敗戦に終わった。2005年6月、ユヴェントスFCはブダャンスキーを500ユーロで買い戻した一方で、レッジーナはゼイトゥラエフを同じ金額で完全移籍で獲得した。
2005-06シーズンはセリエAでプレーできず、ゼイトゥラエフは2006年1月にセリエBに所属していたクロトーネにローンで移籍した。2006-07シーズン、彼は再びジェノアにローンで移籍し、セリエBのヴィチェンツァに移籍した (イヴァン・カスティーリャとのトレード)。

### レガ・プロ・プリマ・ディヴィジオーネ
2007年7月、彼はセリエC1のヴェローナを退団した。しかし、前年度の成績が悪く、彼はフリーでペスカーラに移籍することとなった。ペスカーラにおいてゼイトゥラエフはレギュラーを確保した。2009年8月、彼はフリーで移籍しランチャーノと3年契約を結んだ。彼は最初のシーズンにおいて、リーグ戦で14試合にしか出られなかったものの、2010-11シーズンには4-3-3フォーメーションのストライカーとしてルイス・ガブリエル・サシロットやウンベルト・インプロタ、フランチェスコ・ディ・ジェンナーロなどとともにチームにフィットした。 

## ウズベキスタン代表
ゼイトゥラエフは2003 FIFAワールドユース選手権においてU-20ウズベキスタン代表の一員として出場した。彼はサッカーウズベキスタン代表にも選出され、2002 FIFAワールドカップ・アジア予選やAFCアジアカップ2004、AFCアジアカップ2007予選にも出場している。また、2007年3月にはAFCアジアカップ2007直前の親善試合で招集された。2009年3月には2010 FIFAワールドカップ・アジア予選の際に代表に選出されているが、試合には出場していない。

## 統計

### ウズベキスタン代表における成績
| 試合出場・ゴール | 試合出場・ゴール | 試合出場・ゴール | 試合出場・ゴール | 試合出場・ゴール | 試合出場・ゴール | 試合出場・ゴール                    |
| 日時             | 国               | 場所             | 対戦相手         | 結果             | ゴール           | 大会種別                            |
| ---------------- | ---------------- | ---------------- | ---------------- | ---------------- | ---------------- | ----------------------------------- |
| 2001年5月7日     | ヨルダン         | アンマン         | ヨルダン         | 1-1              | 0                | 2002 FIFAワールドカップ・アジア予選 |
| 2001年9月8日     | ウズベキスタン   | タシュケント     | オマーン         | 5-0              | 0                | 2002 FIFAワールドカップ・アジア予選 |
| 2003年4月30日    | ウズベキスタン   | タシュケント     | ベラルーシ       | 1-2              | 0                | 親善試合                            |
| 2004年7月22日    | 中国             | 成都             | サウジアラビア   | 1-0              | 0                | AFCアジアカップ2004                 |
| 2004年7月26日    | 中国             | 重慶             | トルクメニスタン | 1-0              | 0                | AFCアジアカップ2004                 |
| 2006年10月11日   | バングラデシュ   | ダッカ           | バングラデシュ   | 4-0              | 1                | AFCアジアカップ2007予選             |
| 2006年11月15日   | ウズベキスタン   | タシュケント     | カタール         | 2-0              | 1                | AFCアジアカップ2007予選             |
| 2007年3月27日    | マカオ           | マカオ           | 中華人民共和国   | 1-3              | 0                | 親善試合                            |